# تأثير لينز-ثيرينج

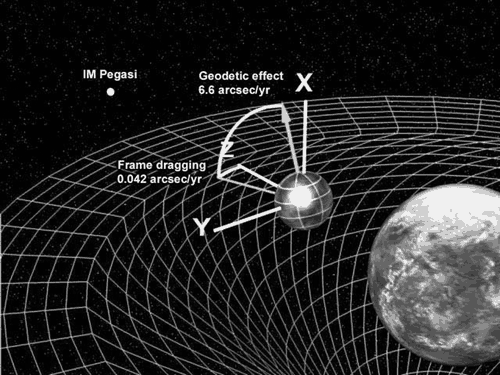
تاثير انحناء الزمكان على جيروسكوب في مدار حول الأرض.

تأثير لينز-ثيرينج أو بدارية لينز-ثيرينج في الفيزياء (بالإنجليزية:Lense–Thirring effect أو Lense–Thirring precession) هو تأثير طبقا للنظرية النسبية العامة سمي باسم جوزيف لينز وهانز ثيرينج يعطي تصحيحا لبدارية جيروسكوب عندا يكون في مدار حول جرم كبير مثل الأرض. وهو التأثير الذي تسببه مغناطيسية الجاذبية في تباطؤ الإطار المرجعي frame-dragging.
تنبأت النظرية النسبية العامة لأينشتاين بهذا التأثير بالنسبة لجسم يدور حول محوره وله بدارية ويدور في نفس الوقت في مدار حول جرم كبير (مثل الأرض) يدور هو الآخر حول محوره وله عزم زاوي.

## تفسيره
طبقا لميكانيكا نيوتن يمكن لجسم ان يدور أو لا يدور بالنسبة للمكان المطلق، باعتبار أن المكان ثابتا مطلقا (لا يتحرك). وجاء الفيزيائي إيرنست ماخ وانتقد فكرة المكان الثابت المطلق مناديا بأن تعريف المكان يكون عن طريق الأجسام الموجودة في الكون. أي عندما يدور جسم حول محوره فهو يدور بالنسبية إلى باقي الأجسام الموجودة في الكون. تلك الفكرة التي تُعرّف الإطار المرجعي عن طريق الإجسام أصبحت من نتائج النظرية النسبية العامة الي تصف الجاذبيةوالتي صاغها أينشتاين عام 1915. بالتالي فإذا افترضنا جسما يدور حول محوره فهو يؤثر على دوران جسم آخر يدور حول محوره. وهذا التأثير هو بارية لينز-ثيرينج.
وعلى سبيل المثال :
نعتبر قمرا صناعيا يدور حول الأرض. فطبقا للميكانيكا التقليدة لنيوتن فإنه سيدور حول الأرض - في غياب أي قوى مؤثرة أخرى خلاف جاذبية الأرض - إلى زمن مالانهاية سواء كانت تدور الأرض حول محورها أم لا تدور.
ثم صاغ أينشتاين النظرية النسبية العامة عام 1915 وهي تتنبأ بأن دوران الأرض حول محورها يؤثر على على القمر الصناعي ويجعل مستوي دوران القمر الصناعي يعتريه بدارية. ويكون مقدار تلك البدارية بسيطا، وفي نفس اتجاه توران الأرض حول محورها.

## وصلات خارجية
- (German) explanation of Thirring-Lense effect Has pictures for the satellite example.

موضحة بالصور